# Campagne d'Illyrie (13-9 av. J.-C.)
Pour les articles homonymes, voir Campagne d'Illyrie.
La Campagne d'Illyrie menée sous Auguste entre 13 et 9 av. J.-C. est le principal tournant dans l'occupation romaine du secteur frontalier stratégique qui deviendra la clé de voûte de son limes : les régions danubiennes. L'objectif est de porter la limite de l'empire jusqu'au Danube afin de pouvoir l'utiliser ultérieurement comme base pour de futures opérations de conquête, comme celle menée par Tibère en l'an 6 contre la Bohème de Marobod dans le cadre d'une tentative commune avec les armées de Germanie de déplacer la frontière nord sur la ligne Elbe-Danube. Ultérieurement, le déploiement des légions le long du fleuve permettra la conquête de la Dacie par Trajan et la guerre de Marc Aurèle contre les Marcomans.

## Le conflit

### Contexte historique
En dépit de l'importance accordée au thème de la paix dans la propagande impériale d'Auguste, son principat est marqué par un effort de guerre plus important que durant le règne de la majorité de ses successeurs. Seuls les empereurs Trajan et Marc Aurèle seront amenés à lutter simultanément sur plusieurs fronts comme Auguste.
Son règne voit de fait la dilatation de la quasi-totalité des frontières de l'Empire, de la Mer du Nord au rives du Pont, des montagnes de Cantabrie au désert éthiopien, avec pour visée stratégique l'achèvement de l'établissement de la domination romaine sur l'ensemble de la Méditerranée et de l'Europe, avec le glissement des frontières au nord vers le Danube et à l'est vers l'Elbe (à la place du Rhin),,.
Les campagnes d'Auguste sont menées en vue de consolider les acquisitions désorganisées de l'époque républicaine, ce qui passe par l'annexion de nombreux territoires. Tandis que la situation en Orient peut être maintenue en l'état où l'ont laissée Pompée et Marc Antoine, en Occident, une réorganisation territoriale entre le Rhin et la Mer Noire apparaît nécessaire de façon à garantir la stabilité interne et, par la même occasion, des frontières plus défendables.

### Préparation du conflit
Entre 35 et 33 av. J.-C., le futur empereur alors nommé Octavien avait soumis à Rome la haute vallée de la Save jusqu'à la forteresse de Siscia, entrant dès lors en contact avec les peuples de la Pannonie.

#### Front macédonien

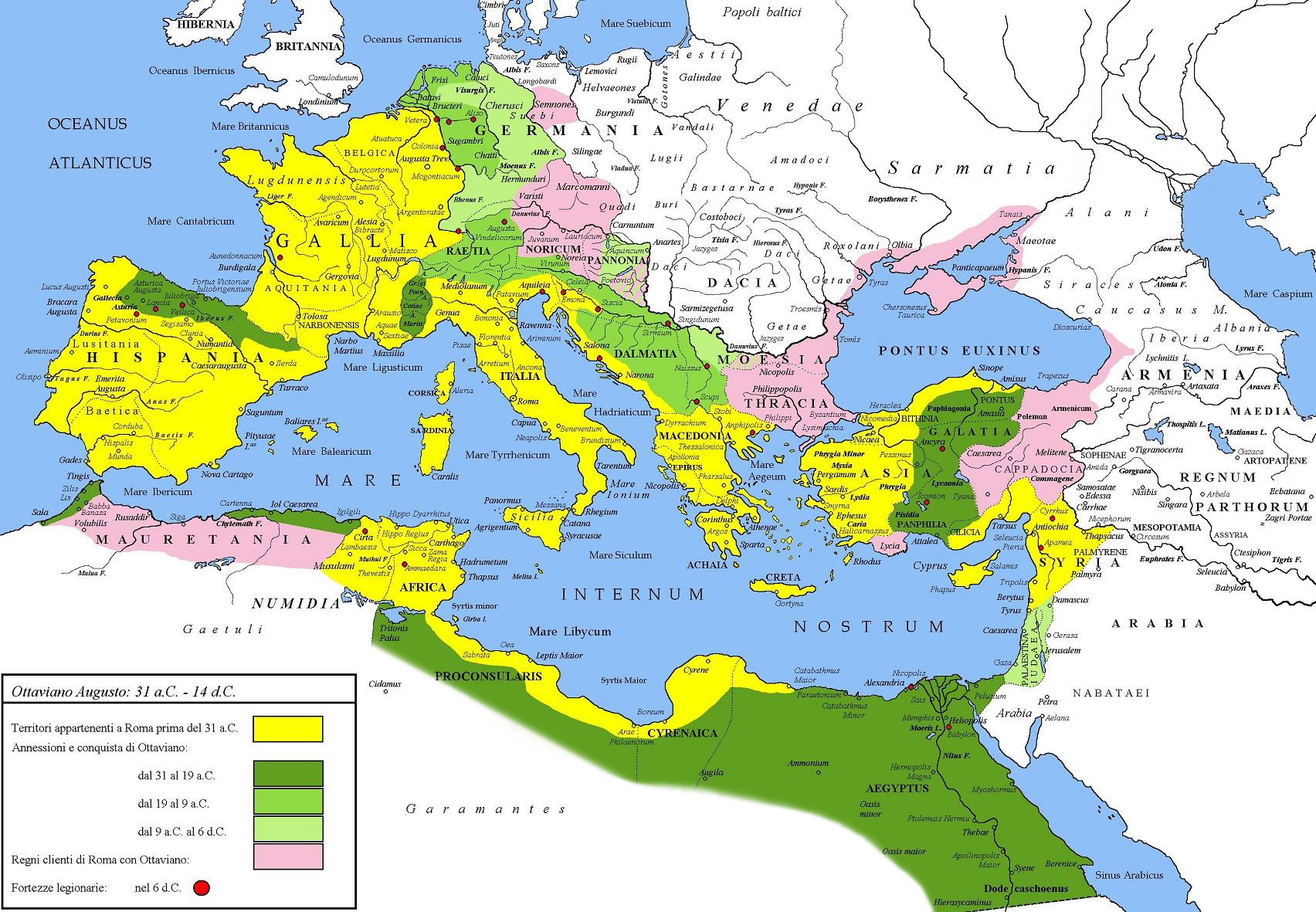
Carte des conquêtes du principat d'Auguste, parmi lesquelles la région dalmato-illyrienne, la Pannonie et la Mésie

Entre 29 et 19 av. J.-C., le front macédonien est le théâtre d'opérations conjointes entre les Romains et les rois Thraces « clients » contre les peuples habitant la Mésie et la Thrace, ainsi que les Sarmates Iazyges, les Gètes et les Bastarnes, début de la lente pénétration vers le nord des frontières de la province de Macédoine. Le premier à se lancer dans des campagnes dans les Balkans est le proconsul de Macédoine Marcus Licinius Crassus, lequel défait à plusieurs reprises les Mésiens, les Triballes, les Dardaniens, les Gètes et les Daces (en 29 et 28 av. J.-C.).
29 av. J.-C.Crassus se lance dans sa première expédition dans le but de venir en aide à un peuple allié de Rome, les Dentelètes, attaqués par les Bastarnes qui viennent de soumettre les populations limitrophes des Triballes et des Mésiens. Crassus part probablement d'Heraclea Sintica et suit le cours du Strymon, libérant en premier lieu Serdica, la capitale des Dentelètes). Il avance ensuite sur les Mésiens, envahit leur territoire et les bat, avec les Bastarnes menés par leur roi Deldon, au confluent de la Tsibritsa et du Danube, près de Ratiaria. À l'issue de cette campagne, les Bastarnes sont contraints à retourner sur leur territoire d'origine en Scythie, tandis que les Moesi sont soumis.
28 av. J.-C.Crassus se retourne contre les Thraces, qui lui avaient refusé le passage lors de son retour l'année précédente, obtenant la soumission des Maedi, des Serdes et des Besses, mais pas des Odrysiens qui s'étaient subitement comportés en alliés fidèles. Il parvient, enfin, à battre certaines tribus des Gètes-Daces près des grottes de Ciris, conquérant leur forteresse de Genucla, dans la Dobroudja. Sur le chemin du retour, il divise l'armée en deux colonnes : la première attaque les Triballes (dont la capitale était probablement Oescus), tandis que la seconde bat les Artaces. Il est cependant peu probable que les Mésiens soient annexés à la province de Macédoine au terme de cette seconde année de campagne. Au contraire, les tribus de Thrace, bien que devenant des clients de Rome, préservent leur indépendance. Crassus a malgré tout réussi à affirmer la puissance romaine dans la région du bas Danube.
Une décennie plus tard (autour de 16-15 av. J.-C.), les Besses sont repoussés à la frontière de la Macédoine, tandis que les colonies grecques des bouches du Danube et du Tyras demandent la protection de Rome.

#### Front italo-illyrien
17 et 16 av. J.-C.Le long du front occidental, Publius Silius Nerva, gouverneur de l'Illyrie, achève la conquête des Alpes orientales ainsi que du Norique méridional, obtenant un statut de soumission de la part du royaume de Norique septentrional (peuple des Taurisques).
15 av. J.-C.Les fils adoptifs d'Auguste, Drusus et Tibère, conquièrent la Rhétie et la Vindélicie à la suite d'une manœuvre en tenaille, l'un venant d'Italie et l'autre de Gaule. Le temps est venu de mener à son terme le projet de soumission totale de l'Illyrie en occupant toute la zone au sud des fleuves Drave et Save jusqu'au confluent avec le Danube.

### Forces en présence
Au cours de deux décennies de guerre entre la Macédoine et l'Italie du Nord, Auguste est en mesure de déployer une armée composée de nombreuses légions et unités auxiliaires. À un moment ou un autre, les légions suivantes sont impliquées :  
- sur le front macédonien : la légion IIII Scythica, la légion V Macedonica et la légion VII Claudia Pia Fidelis;
- sur le front italo-illyrien : la légion VIII Augusta, la légion VIIII Hispana, la légion XV Apollinaris et la légion XX Valeria Victrix[13],[14].

### Campagnes militaires

#### Campagne d'Agrippa (13 av. J.-C.)
Le projet d'Auguste d'une occupation de toute l'aire balkanique jusqu'au Danube fut mené à bien près de vingt ans après le début de ses propres campagnes de 35-33 av. J.-C.. Il était devenu entretemps le maître incontesté du monde romain. Prenant modèle sur César lui-même, il voulait soumettre toute la zone comprise entre l'Adriatique, la Drave et les terres des Dardaniens et des Mésiens.
14 av. J.-C.Auguste envoie Marcus Vinicius en qualité de légat impérial sur le front illyrien pour mettre un terme aux rébellions continuelles des peuples des environs d'Emona et Siscia. Ce dernier cherche à soumettre les populations pannoniennes vivant entre les cours de la Drave (au Nord) et de la Save (au Sud).
13 av. J.-C.L'année suivante, après une visite d'Auguste à Aquilée destinée à planifier l'occupation de l'Illyrie, Marcus Vinicius est envoyé en Macédoine, tandis que le gendre et ami de l'empereur Agrippa se voit confier le secteur de l’Illyrie, avec « une autorité supérieure à celle de tout général commandant n'importe en quel lieu hors de l'Italie ». Le plan de cette année de campagne prévoit une avancée simultanée sur les deux fronts (illyrique et macédonien) dans une manœuvre d'encerclement qui ne laisse aucune issue aux peuples pannoniens de la vallée de la Save. Ainsi est en premier lieu définitivement étouffée la révolte qui a éclaté entre Emona et Siscia l'année précédente ; sur le front oriental, les armées pénètrent et occupent une partie de la Dardanie et se dirigent vers Sirmium. Mais la mort prématurée d'Agrippa, oblige à confier une nouvelle tâche au fils adoptif du Princeps, Tibère : la nouvelle de la mort d'Agrippa a déclenché une série de rébellions parmi les peuples qu'il a soumis. en particulier les Dalmates et les Breuces.

#### Campagnes de Tibère (12-9 av. J.-C.)

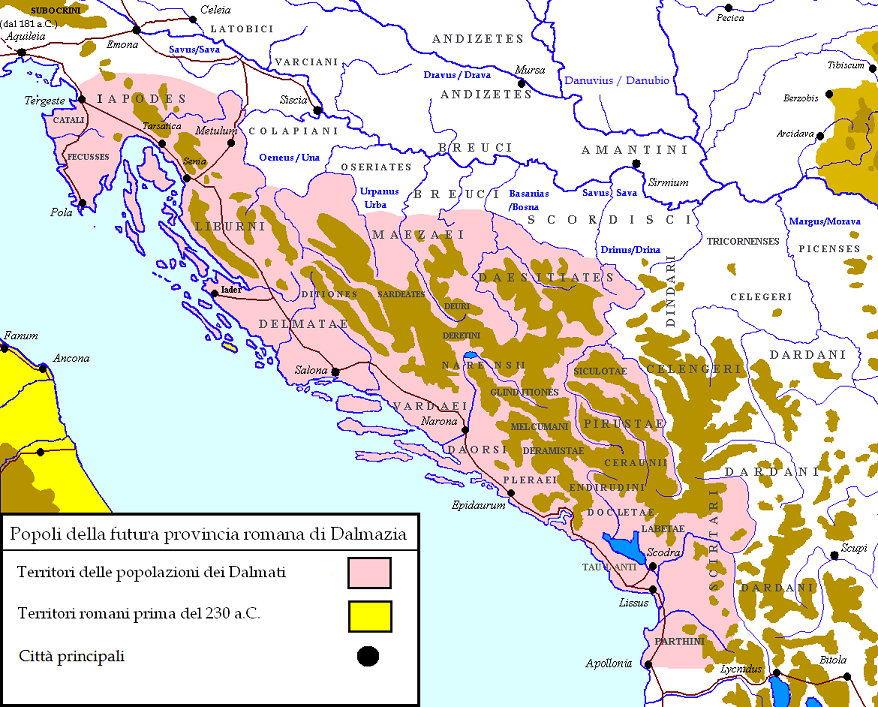
L'Illyrie avant la conquête romaine

Après la mort de Marcus Vipsanius Agrippa, le commandement des opérations est donc repris par le beau-fils de l'empereur, Tibère, le fils aîné de Livie, à qui il revient de soumettre l'Illyrie entière. Il conduit pendant 4 ans l'armée romaine contre les peuples des Dalmates et des Breuces, s'appuyant sur des généraux capables tels Marcus Vinicius et Lucius Calpurnius Pison en Thrace.
12 av. J.-C.Tibère commence ses opérations le long de la Save, parvenant, grâce au soutien de la puissante tribu celte des Scordisques (soumise au début de l'année ou l'année précédente), à la soumission des Pannoniens Breuces à la fin de la saison militaire,,. Il semble en fait que Marcus Vinicius, alors gouverneur de Macédoine, ait auparavant, sous le haut-commandement de Tibère, conduit son armée sur le flanc oriental de l'Illyrie, ouvrant un axe d'invasion menant de Scupi vers Naissus puis Sirmium ; il parvient ensuite à occuper tout le territoire de la Dardanie et de la basse vallée de la Save (y compris la plaine de Sirmium), conquérant les terres des Amantines, soumettant à nouveau le puissant peuple des Scordisques (ou renouvelant un traité d'alliance avec eux),. Au terme des opérations, Tibère décide de priver ses ennemis de leurs armes et vend comme esclaves la majorité des jeunes après les avoir déportés. Au vu de ces succès, Auguste décerne à Tibère, non un triomphe, mais les ornamenta triumphalia. Simultanément, sur le front oriental, le gouverneur de Galatie et Pamphylie, Lucius Calpurnius Pison est contraint d'intervenir en Thrace où les peuples locaux, en particulier les Besses, menacent le souverain allié à Rome, Rhoémétalcès Ier.
11 av. J.-C.Cette année met Tibère aux prises  avec les Dalmates révoltés, et peu après à nouveau avec les Pannoniens qui ont profité de son absence, engluant le commandant romain entre deux fronts et le contraignant continuellement à des opérations soudaines et imprévues. Marcus Vinicius apporte un soutien certain à Tibère, en menant une manœuvre d'encerclement de l'Est vers l'intérieur de l'actuelle Bosnie, mais il contribue aussi probablement à étouffer la révolte de la Thrace aux côtés de Pison. À la fin de cette campagne, toute la zone de la future province de Dalmatie est sous contrôle romain.
10 av. J.-C.Cette année voit une invasion des Daces, qui franchissent le Danube pour mener des raids sur le territoire des Pannoniens et des Dalmates, ce qui, joint au poids des tributs qui leur sont imposés depuis la conquête romaine, amène ces peuples à se révolter à nouveau. Tibère, qui a rejoint Auguste en Gaule au début de l'année, se voit contraint à revenir sur le front illyrien, où il obtient une nouvelle fois la victoire. Marcus Vinicius, venant du front ouvert en Macédoine, parvient non seulement à le rejoindre, mais peut mener une expédition punitive contre les Daces et les Bastarnes, devenant ainsi certainement le premier général romain à traverser le Danube. À la fin de l'année, Tibère peut enfin rentrer à Rome aux côtés de son frère Drusus et de l'empereur Auguste.
Simultanément, sur le front thraco-macédonien, Lucius Calpurnius Pison parvient, après trois ans de féroces combats (de 12 à 10 av. J.-C.), à imposer le statut de protectorat à la fois au royaume de Thrace et à celui du Pont, méritant ainsi les ornamenta triumphalia. Le long conflit s'achève, et la Dalmatie, à présent définitivement annexée à l'État romain et soumise au processus de la romanisation, est érigée en province impériale sous le contrôle direct d'Auguste : il est nécessaire d'y maintenir en permanence une armée prête à faire face à un éventuel assaut sur la frontière ou toute nouvelle révolte. Auguste, pourtant, ne donne pas en premier lieu son assentiment à la salutatio imperatoria que les légions ont offerte à Tibère, et refuse, contre l'avis du Sénat romain, le triomphe à son beau-fils. Il concède néanmoins à Tibère de parcourir la via Sacra sur un char orné des insignes triomphales et de célébrer une ovatio. Cette innovation, bien qu'inférieure à la célébration d'un triomphe en bonne et due forme, reste quand même un honneur remarquable,.
9 av. J.-C.La dernière année est dédiée à la réorganisation par Tibère des nouvelles provinces d'Illyrie. Ce ne sera qu'après la Grande révolte illyrienne de 6-9 que la zone sera divisée entre les provinces de Dalmatie et de Pannonie.

## Les conséquences
À la fin de ces années de campagne menées par les légats impériaux d'Illyrie et de Macédoine sous le commandement d'Agrippa puis de Tibère, toute la zone est soumise, bien que de façon fragile.
De fait, après quinze ans d'un calme relatif, le secteur danubien s'agite de nouveau en l'an 6. Les Dalmates se soulèvent, entraînant avec eux les Breuces de Pannonie, tandis que Daces et Sarmates mènent des raids en Mésie. La tentative de conquête que mène alors Rome au nord du Danube doit même être interrompue afin de mater cette rébellion.
La stabilité de la conquête de l'Illyrie est remise en question avec le soulèvement de tous les peuples de Pannonie et de Dalmatie en 6. S'ensuivra un conflit de quatre années (6 à 9), nécessitant l'implication de 70 000 à 80 000 hommes du côté romain. La révolte sera finalement réprimée dans le sang et Tibère pourra du même coup fixer la limite de l'Illyrie au fleuve Drave.